# Sachalin (Cezaryn)
Sachalin – przysiółek wsi Cezaryn w Polsce, położony w województwie lubelskim, w powiecie puławskim, w gminie Żyrzyn.
W latach 1975–1998 przysiółek należał administracyjnie do województwa lubelskiego.